# Menhir de can Mont
El menhir de can Mont és un menhir tipus fal·liforme localitzat a la Muntanya de can Mont al terme de Calonge (Baix Empordà), declarat Bé cultural d'interès local.

## Localització
El menhir es troba al terme municipal de Calonge, al Baix Empordà, dins de la propietat del Mas Mont. Està situat a 272 m sobre el nivell del mar en un bosc de suredes i pins clarians. Dista 40 m del camí que, en direcció nord-est, es dirigeix al puig Casademont pel costat dels camps superiors del mas Mont, i antigament arribava al torrent de Folc. En línia recta està a 300 m al nord-oest del Mas Mont, a 350 m a l'oest de les ruïnes de Can Margarit i a 1100 m al nord-est de Castellbarri.

## Descripció
El menhir està datat entre 3500-1800 aC en el període del Neolític mitjà o del Calcolític. Es tracta d'un menhir caigut orientat al N 20°0 segons l'eix major. Mesura 2,37 m d'alçada total, 0,83 m d'amplada i 0,65 m de gruix. A la seva part visible presenta unes 50 cassoletes aïllades i a la base n'hi ha dues de molt senceres. Totes tenen de 3 a 5 cm de diàmetre i de 1 a 2 cm de profunditat. Pel que fa a la seva constitució litològica, es tracta d'una granodiorita de color gris, semblant a les que, amb formes bolars, es troben vessant avall, a uns 200 m. de distància, d'on probablement procedeix. 